# De Vlietberg
De Vlietberg est une localité des Pays-Bas rattachée aux communes de Berg en Dal et de Nimègue, dans la province de Gueldre.